# 築上町コミュニティバス

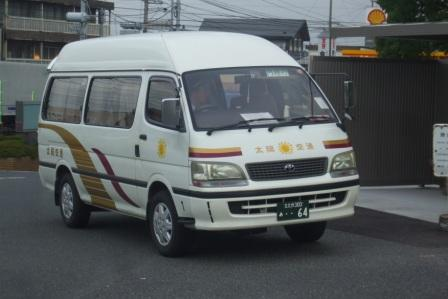
車両

築上町コミュニティバス（ちくじょうまちコミュニティバス）は、福岡県築上郡築上町にて運行しているコミュニティバスである。

## 概要
- 運賃は乗車1回100円均一で、小学生以下は無料。
- 日曜・祝祭日・12月31日～1月3日は運休。
- 運行は椎田太陽交通に委託されている[1]。
- ジャンボタクシー用車両（乗車定員11人未満）のみを使用しており、コミュニティバスを名乗るものの実質的には乗合タクシーである。

## 沿革
- 2006年11月1日 - 築上町コミュニティバス運行開始[1]。
- 2007年11月5日 - 路線及び時刻改正。
  - 上ノ河内線、椎田築城巡回線を統合し、国道10号線を新設。
  - 真如寺線を役場 - 自愛の家間延長。八津田地区線は築城駅、自愛の家を経由するように変更、宇留津団地、宇留津東バス停新設。
  - 築城巡回線は信用金庫前バス停新設、築城福祉センターバス停廃止。安武バス停を2回経由するよう変更。

## 路線（2024年4月改正時点）
国道10号線
- 築城駅 - 八津田 - 築上町役場 -（京築恵みの郷）- 椎田駅 -（中央公民館）- 湊 -（アグリパーク）- 石堂橋 - 福間公民館 - 横浜 - 滝ノ本 - 西角田小学校 - 奥村集会所
  - 1日6本（奥村発着3本・横浜地区発着3本）。そのうち京築恵みの郷経由は上り・下り各3本、中央公民館経由は上り2本・下り3本、アグリパーク経由は上り3本・下り5本となっており、1便ごとに経由地が異なる。奥村発築城駅行きは全便横浜地区を経由するが、奥村行きのうち2本は横浜地区を経由しない。
  - 横浜地区は片方向通行となっており、上下線ともに「横浜→有安→滝ノ本」の順で停車する。横浜地区発着便は滝ノ本が終点・石堂橋が始発地となる。
  - アグリパーク周辺、横浜→有安→滝ノ本間、西角田小学校 - 奥村集会所間はフリー乗降区間となっている。

岩丸線
- 築城駅 - 八津田 - 築上町役場 -（越路 - 京築恵みの郷）- 自愛の家 - 椎田駅 -（中央公民館） - 湊 - 坂本公民館前 - 葛城小学校 - 原 - 旧岩丸小学校 - 連川内
  - 1日3本。そのうち越路経由は上り3本・下り2本、中央公民館経由は上り1本・下り3本。
  - 坂本公民館前 - 連川内間はフリー乗降区間となっている。

築城巡回線
- 椎田駅 - 京築恵みの郷 - 築上町役場 - 八津田 - 築城駅 -（築城支所）- 上別府交差点 - メタセの杜 - 船迫 - 安武下方 - 安武 - 深野 - 田舎台 - 旧小山田小学校 - 広末 - 安武下方 - 比久尼原 -（築城支所）- 築城駅 - 八津田 - 築上町役場 -（京築恵みの郷）- 椎田駅
  - 左回り・右回り各3本。左回りの第1便は田舎台始発、右回りの第3便は築上町役場が終点である。左回りのうち2本は京築恵みの郷を通過、右回りのうち2本は築城支所を通過する。
  - 船迫 - 安武下方間、深野地区、田舎台 - 旧小山田小学校 - 広末 - 赤幡間はフリー乗降区間となっている。

八津田地区線
- 築城駅 - 今津 - 宇留津 - 椎田駅 -（京築恵みの郷）- 築上町役場 - 八津田 - 築城駅
  - 左回り3本・右回り4本。右回りのうち第1便は築上町役場が終点である。京築恵みの郷経由は左回り3本・右回り2本。

## 車両
- トヨタ・ハイエースを使用している。